# North Midway Island
North Midway Island är en ö i Kanada.   Den ligger i territoriet Nunavut, i den östra delen av landet, 2 300 km nordväst om huvudstaden Ottawa. Arean är 0,46 kvadratkilometer.
Terrängen på North Midway Island är mycket platt. Öns högsta punkt är 10 meter över havet. Den sträcker sig 0,6 kilometer i nord-sydlig riktning, och 1,1 kilometer i öst-västlig riktning.